# Lista siturilor arheologice din județul Constanța - C
Lista siturilor arheologice din județul Constanța - C conține toate siturile arheologice din județul Constanța înscrise în Repertoriul Arheologic Național (RAN) și aflate în localități al căror nume începe cu litera C. RAN este administrat de Ministerul Culturii și Patrimoniului Național și cuprinde date științifice, cartografice, topografice, imagini și planuri, precum și orice alte informații privitoare la zonele cu potențial arheologic, studiate sau nu, încă existente sau dispărute.
Puteți căuta un sit din localitățile care încep cu litera C folosind formularul de mai jos sau puteți naviga prin toate siturile din județ la Lista siturilor arheologice din județul Constanța.
| Cod RAN                                   | Denumire | Localitate                             | Adresă                                                                        | Datare                                       | Descoperit | Coordonate                                         | Imagine           | Erori            |
| ----------------------------------------- | --- | -------------------------------------- | ----------------------------------------------------------------------------- | -------------------------------------------- | ---------- | -------------------------------------------------- | ----------------- | ---------------- |
| 60428.02 (Cod LMI: CT-I-s-A-02553)        | Orașul antic Tomis de la Constanța / ansamblu anonim (Categorie: locuire civilă) | municipiul Constanța                   |                                                                               |                                              |            | 44°10′17″N 28°39′39″E / 44.17133°N 28.66094°E      | Încărcați imagine | Raportați eroare |
| 60428.02.01 (Cod LMI: CT-I-m-A-02553.07)  | Orașul antic Tomis de la Constanța / ansamblu Colonia greacă Tomis (Categorie: locuire civilă) (Tip: Așezare urbană)                                                                | municipiul Constanța                   |                                                                               | sec. IV a. Chr.-sec. V p. Chr.               |            | 44°10′17″N 28°39′39″E / 44.17133°N 28.66094°E      | Încărcați imagine | Raportați eroare |
| 60428.02.02 (Cod LMI: CT-I-s-A-02553)     | Orașul antic Tomis de la Constanța / ansamblu anonim (Categorie: locuire civilă) (Tip: Așezare urbană)                                                                              | municipiul Constanța                   |                                                                               | sec. IV-VII                                  |            | 44°10′17″N 28°39′39″E / 44.17133°N 28.66094°E      | Încărcați imagine | Raportați eroare |
| 60428.03.01 (Cod LMI: CT-I-m-A-02553.08)  | Zidul de incintă al orașului Tomis / ansamblu Zidul de incintă al cetății Tomis (Categorie: fortificație) (Tip: Zid de incintă)                                                     | municipiul Constanța                   |                                                                               | sec.III-VI                                   |            | 44°10′40″N 28°39′03″E / 44.1779°N 28.65083°E       | Încărcați imagine | Raportați eroare |
| 60428.04.01 (Cod LMI: CT-I-m-A-02553.10)  | Apeducte romane la Tomis / ansamblu Apeducte - galerii (Categorie: construcție) (Tip: Apeduct)                                                                                      | municipiul Constanța                   |                                                                               | sec. III                                     |            | 44°10′32″N 28°39′11″E / 44.17559°N 28.65319°E      | Încărcați imagine | Raportați eroare |
| 60428.05.01 (Cod LMI: CT-I-m-A-02553.01)  | Basilica Mare de la Tomis / ansamblu Basilica Mare (Categorie: structură de cult/religioasă) (Tip: Basilica)                                                                        | municipiul Constanța                   |                                                                               | sec. V-VI                                    |            | 44°10′30″N 28°38′49″E / 44.17498°N 28.64701°E      | Încărcați imagine | Raportați eroare |
| 60428.06.01 (Cod LMI: CT-I-m-A-02553.02)  | Basilica Mică de la Tomis / ansamblu Basilica Mică (Categorie: structură de cult/religioasă) (Tip: Basilica)                                                                        | municipiul Constanța                   |                                                                               | sec. V-VI                                    |            | 44°10′31″N 28°38′54″E / 44.17524°N 28.6484°E       | Încărcați imagine | Raportați eroare |
| 60428.07.01 (Cod LMI: CT-I-m-A-02553.03)  | Basilica creștină de la Tomis / ansamblu anonim (Categorie: structură de cult/religioasă) (Tip: Basilica creștină)                                                                  | municipiul Constanța                   |                                                                               | sec. V-VI                                    |            | 44°10′13″N 28°39′35″E / 44.17037°N 28.65967°E      | Încărcați imagine | Raportați eroare |
| 60428.08.01 (Cod LMI: CT-I-m-A-02553.06)  | Cripta basilicii paleocreștine de la Tomis-Constanța / ansamblu Cripta basilicii paleocreștine (Categorie: structură de cult/religioasă) (Tip: Criptă)                              | municipiul Constanța                   | str. Traian, nr. 19                                                           | sec. V-VI                                    |            | 44°10′29″N 28°39′19″E / 44.17472°N 28.65537°E      | Încărcați imagine | Raportați eroare |
| 60428.09.01 (Cod LMI: CT-I-m-A-02553.06)  | Amfiteatrul roman de la Tomis / ansamblu anonim (Categorie: construcție) (Tip: Amfiteatru)                                                                                          | municipiul Constanța                   |                                                                               | sec. II-III                                  |            | 44°10′39″N 28°39′16″E / 44.17749°N 28.65455°E      | Încărcați imagine | Raportați eroare |
| 60428.10.01 (Cod LMI: CT-I-m-A-02553.05)  | Edificiul roman cu mozaic de la Tomis / ansamblu Edificiul roman cu mozaic (Categorie: construcție) (Tip: Clădire)                                                                  | municipiul Constanța                   |                                                                               | sec. IV-VI                                   |            | 44°10′23″N 28°39′30″E / 44.17311°N 28.65845°E      | Încărcați imagine | Raportați eroare |
| 60428.11.01 (Cod LMI: CT-I-m-A-02553.08)  | Termele romane de la Tomis / ansamblu anonim (Categorie: construcție) (Tip: Terme)                                                                                                  | municipiul Constanța                   | bd. Marinarilor                                                               | sec. III - IV                                |            | 44°10′18″N 28°39′33″E / 44.17167°N 28.65913°E      | Încărcați imagine | Raportați eroare |
| 60428.12.01 (Cod LMI: CT-I-m-A-02553.07)  | Locuirea citadină Tomis / ansamblu anonim (Categorie: așezare) (Tip: Locuință) | municipiul Constanța                   |                                                                               | sec. IV-VI                                   |            | 44°10′16″N 28°39′40″E / 44.17101°N 28.66104°E      | Încărcați imagine | Raportați eroare |
| 60428.13.01 (Cod LMI: CT-I-m-A-02553.10)  | Mormântul hypogeu de la Constanța / ansamblu Mormântul paleocreștin cu hypogeu (Categorie: descoperire funerară) (Tip: Mormânt)                                                     | municipiul Constanța                   | str. Mircea cel Bătrin                                                        | sec. IV                                      |            | 44°10′51″N 28°39′08″E / 44.18094°N 28.65231°E      | Încărcați imagine | Raportați eroare |
| 60428.14.01 (Cod LMI: CT-I-m-A-02553.09)  | Cavoul roman cu Orant de la Constanța / ansamblu Cavoul cu Orant "de la Egreta" (Categorie: descoperire funerară) (Tip: Cavou)                                                      | municipiul Constanța                   | bd. Ferdinand                                                                 | sec. IV                                      |            | 44°10′28″N 28°38′39″E / 44.1745°N 28.64426°E       | Încărcați imagine | Raportați eroare |
| 60428.15.01 (Cod LMI: CT-I-s-A-02554)     | Așezarea romano-bizantină de la Constanța / ansamblu anonim (Categorie: locuire civilă) (Tip: Așezare)                                                                              | municipiul Constanța                   |                                                                               | sec. IV-VI                                   |            | 44°12′11″N 28°37′53″E / 44.20292°N 28.63131°E      | Încărcați imagine | Raportați eroare |
| 60428.16.01 (Cod LMI: CT-I-m-A-02555.02)  | Situl arheologic de la Constanța - "str. Traian" / ansamblu anonim (Categorie: locuire) (Tip: Necropolă)                                                                            | municipiul Constanța                   | str. Traian, Dacia nr 31, str. M. Viteazul nr 17,                             | sec. IV a. Chr. - sec. I p. Chr.             |            | 44°10′31″N 28°38′59″E / 44.17527°N 28.64974°E      | Încărcați imagine | Raportați eroare |
| 60428.16.02 (Cod LMI: CT-I-m-A-02555.01)  | Situl arheologic de la Constanța - "str. Traian" / ansamblu anonim (Categorie: locuire) (Tip: Necropolă de inhumație)                                                               | municipiul Constanța                   | str. Traian, Dacia nr 31, str. M. Viteazul nr 17,                             | sec. I-IV                                    |            | 44°10′31″N 28°38′59″E / 44.17527°N 28.64974°E      | Încărcați imagine | Raportați eroare |
| 60428.16.03 (Cod LMI: CT-I-m-A-02555.01)  | Situl arheologic de la Constanța - "str. Traian" / ansamblu anonim (Categorie: locuire) (Tip: Necropolă de inhumație)                                                               | municipiul Constanța                   | str. Traian, Dacia nr 31, str. M. Viteazul nr 17,                             | sec. IV-VII                                  |            | 44°10′31″N 28°38′59″E / 44.17527°N 28.64974°E      | Încărcați imagine | Raportați eroare |
| 60428.16.04 (Cod LMI: CT-I-m-A-02555.01)  | Situl arheologic de la Constanța - "str. Traian" / ansamblu anonim (Categorie: locuire) (Tip: adăpost antiaerian)                                                                   | municipiul Constanța                   | str. Traian, Dacia nr 31, str. M. Viteazul nr 17,                             | 1940-1944                                    |            | 44°10′31″N 28°38′59″E / 44.17527°N 28.64974°E      | Încărcați imagine | Raportați eroare |
| 60428.16.045 (Cod LMI: CT-I-m-A-02555.01) | Situl arheologic de la Constanța - "str. Traian" / ansamblu anonim (Categorie: locuire) (Tip: necropola)                                                                            | municipiul Constanța                   | str. Traian, Dacia nr 31, str. M. Viteazul nr 17,                             |                                              |            | 44°10′31″N 28°38′59″E / 44.17527°N 28.64974°E      | Încărcați imagine | Raportați eroare |
| 60428.17.01 (Cod LMI: CT-I-s-A-02556)     | Situl arheologic de la Constanța / ansamblu anonim (Categorie: locuire civilă) (Tip: Așezare)                                                                                       | municipiul Constanța                   |                                                                               | romană sec. I - III                          |            | 44°08′03″N 28°37′36″E / 44.13417°N 28.62673°E      | Încărcați imagine | Raportați eroare |
| 60428.17.02 (Cod LMI: CT-I-s-A-02556)     | Situl arheologic de la Constanța / ansamblu anonim (Categorie: locuire civilă) (Tip: Mormânt)                                                                                       | municipiul Constanța                   |                                                                               |                                              |            | 44°08′03″N 28°37′36″E / 44.13417°N 28.62673°E      | Încărcați imagine | Raportați eroare |
| 60428.18.01                               | Valul mic de pământ - Constanța / ansamblu Valul mic de pământ (Categorie: fortificație) (Tip: Val de pământ)                                                                       | municipiul Constanța                   |                                                                               | sec. VI                                      |            | 44°09′18″N 28°33′23″E / 44.15511°N 28.5565°E       | Încărcați imagine | Raportați eroare |
| 61309.01.01 (Cod LMI: CT-I-m-A-02557.05)  | Valul mic de pământ de la Ciocârlia / ansamblu Valul mic de pământ (Categorie: fortificație) (Tip: Val de pământ)                                                                   | sat Ciocârlia de Sus, comuna Ciocârlia |                                                                               | sec. VI                                      |            | 44°09′06″N 28°20′11″E / 44.1517°N 28.33627°E       | Încărcați imagine | Raportați eroare |
| 62814.01.01 (Cod LMI: CT-I-m-A-02557.01)  | Valul mic de pământ de la Cochirleni - "Cetatea Pătulului" / ansamblu Valul mic de pământ (Categorie: fortificație) (Tip: Val de pământ)                                            | sat Cochirleni, comuna Rasova          | Cetatea Pătulului                                                             | sec. IV                                      |            | 44°17′04″N 27°59′33″E / 44.28454°N 27.99237°E      | Încărcați imagine | Raportați eroare |
| 60428.19.01                               | Situl arheologic de la Constanța - Valul mare de pământ / ansamblu Valul mare de pământ (Categorie: locuire) (Tip: Val de pământ)                                                   | municipiul Constanța                   |                                                                               | sec. X-XI                                    |            | 44°10′05″N 28°33′14″E / 44.16793°N 28.5538°E       | Încărcați imagine | Raportați eroare |
| 60428.19.02                               | Situl arheologic de la Constanța - Valul mare de pământ / ansamblu anonim (Categorie: locuire) (Tip: Așezare)                                                                       | municipiul Constanța                   |                                                                               | sec. IV                                      |            | 44°10′05″N 28°33′14″E / 44.16793°N 28.5538°E       | Încărcați imagine | Raportați eroare |
| 62814.02.01 (Cod LMI: CT-I-m-A-02558.01)  | Valul mare de pământ de la Cochirleni - "Cetatea Pătulului" / ansamblu Valul mare de pământ (Categorie: fortificație) (Tip: Val de pământ)                                          | sat Cochirleni, comuna Rasova          | Cetatea Pătulului                                                             | sec. X-XI                                    |            | 44°16′53″N 27°59′57″E / 44.28129°N 27.99913°E      | Încărcați imagine | Raportați eroare |
| 60428.20.01                               | Valul de piatră de la Constanța / ansamblu anonim (Categorie: fortificație) (Tip: Val de piatră)                                                                                    | municipiul Constanța                   |                                                                               | sec. X-XI                                    |            | 44°09′35″N 28°33′48″E / 44.15969°N 28.5632°E       | Încărcați imagine | Raportați eroare |
| 60785.04.01 (Cod LMI: CT-I-m-A-02559.01)  | Valul de piatră de la Cernavodă / ansamblu anonim (Categorie: fortificație) (Tip: Val de piatră)                                                                                    | oraș Cernavodă                         |                                                                               | sec. X - XI                                  |            | 44°18′21″N 28°01′14″E / 44.30583°N 28.0205°E       | Încărcați imagine | Raportați eroare |
| 62075.01.01 (Cod LMI: CT-I-m-B-02598.05)  | Situl arheologic de la Canlia - "Gura Canliei" / ansamblu anonim (Categorie: locuire civilă) (Tip: Așezare)                                                                         | sat Canlia, comuna Lipnița             | Gura Canliei                                                                  |                                              |            |                                                    | Încărcați imagine | Raportați eroare |
| 62075.01.02 (Cod LMI: CT-I-m-B-02598.04)  | Situl arheologic de la Canlia - "Gura Canliei" / ansamblu anonim (Categorie: locuire civilă) (Tip: Așezare)                                                                         | sat Canlia, comuna Lipnița             | Gura Canliei                                                                  | geto-dacică                                  |            |                                                    | Încărcați imagine | Raportați eroare |
| 62075.01.03 (Cod LMI: CT-I-m-B-02598.02)  | Situl arheologic de la Canlia - "Gura Canliei" / ansamblu anonim (Categorie: locuire civilă) (Tip: Așezare)                                                                         | sat Canlia, comuna Lipnița             | Gura Canliei                                                                  | sec. I - II                                  |            |                                                    | Încărcați imagine | Raportați eroare |
| 62075.01.04 (Cod LMI: CT-I-m-B-02598.03)  | Situl arheologic de la Canlia - "Gura Canliei" / ansamblu anonim (Categorie: locuire civilă) (Tip: Necropolă birituală)                                                             | sat Canlia, comuna Lipnița             | Gura Canliei                                                                  | sec. II - III                                |            |                                                    | Încărcați imagine | Raportați eroare |
| 62075.01.05 (Cod LMI: CT-I-m-B-02598.01)  | Situl arheologic de la Canlia - "Gura Canliei" / ansamblu anonim (Categorie: locuire civilă) (Tip: Așezare)                                                                         | sat Canlia, comuna Lipnița             | Gura Canliei                                                                  |                                              |            |                                                    | Încărcați imagine | Raportați eroare |
| 62075.01.06 (Cod LMI: CT-I-s-B-02598)     | Situl arheologic de la Canlia - "Gura Canliei" / ansamblu anonim (Categorie: locuire civilă) (Tip: Necropolă)                                                                       | sat Canlia, comuna Lipnița             | Gura Canliei                                                                  | getică sec. IV-III                           |            |                                                    | Încărcați imagine | Raportați eroare |
| 63063.02.01 (Cod LMI: CT-I-m-A-02601.01)  | Necropola de la Capidava - "La Grajduri" / ansamblu Sectorul N (Categorie: descoperire funerară) (Tip: Necropolă plană)                                                             | sat Capidava, comuna Topalu            | La Grajduri                                                                   | sec. IV - XI                                 |            | 44°29′39″N 28°05′50″E / 44.49427°N 28.09713°E      | Încărcați imagine | Raportați eroare |
| 63063.02.02 (Cod LMI: CT-I-m-A-02601.02)  | Necropola de la Capidava - "La Grajduri" / ansamblu Sectorul N (Categorie: descoperire funerară) (Tip: Necropolă tumulară)                                                          | sat Capidava, comuna Topalu            | La Grajduri                                                                   | sec. VII a. Chr. - XI p. Chr.                |            | 44°29′39″N 28°05′50″E / 44.49427°N 28.09713°E      | Încărcați imagine | Raportați eroare |
| 63063.05.01 (Cod LMI: CT-I-s-B-02602)     | Villa rustica de la Capidava - "Vlah - Canara" / ansamblu anonim (Categorie: locuire civilă) (Tip: Villa rustica)                                                                   | sat Capidava, comuna Topalu            | Vlah - Canara                                                                 | sec. II - III                                |            | 44°50′54″N 28°10′04″E / 44.8483527778°N 28.16775°E | Încărcați imagine | Raportați eroare |
| 63063.05.02 (Cod LMI: CT-I-s-B-02602)     | Villa rustica de la Capidava - "Vlah - Canara" / ansamblu anonim (Categorie: locuire civilă) (Tip: Fortificație)                                                                    | sat Capidava, comuna Topalu            | Vlah - Canara                                                                 | sec. X - XIII                                |            | 44°50′54″N 28°10′04″E / 44.8483527778°N 28.16775°E | Încărcați imagine | Raportați eroare |
| 63063.05.03 (Cod LMI: CT-I-s-B-02602)     | Villa rustica de la Capidava - "Vlah - Canara" / ansamblu anonim (Categorie: locuire civilă) (Tip: Fortificație)                                                                    | sat Capidava, comuna Topalu            | Vlah - Canara                                                                 | sec. IV - VIII                               |            | 44°50′54″N 28°10′04″E / 44.8483527778°N 28.16775°E | Încărcați imagine | Raportați eroare |
| 63063.04.01 (Cod LMI: CT-I-s-A-02603)     | Situl arheologic de la Capidava - "La Bursuci" / ansamblu anonim (Categorie: locuire) (Tip: Necropolă)                                                                              | sat Capidava, comuna Topalu            | La Bursuci                                                                    | sec. VIII                                    |            | 44°29′36″N 28°05′31″E / 44.49334°N 28.09181°E      | Încărcați imagine | Raportați eroare |
| 63063.04.02 (Cod LMI: CT-I-s-A-02603)     | Situl arheologic de la Capidava - "La Bursuci" / ansamblu anonim (Categorie: locuire) (Tip: Locuire)                                                                                | sat Capidava, comuna Topalu            | La Bursuci                                                                    |                                              |            | 44°29′36″N 28°05′31″E / 44.49334°N 28.09181°E      | Încărcați imagine | Raportați eroare |
| 63063.03.01 (Cod LMI: CT-I-m-B-02604.01)  | Așezarea civilă de la Capidava - sector XII / ansamblu anonim (Categorie: locuire civilă) (Tip: Așezare)                                                                            | sat Capidava, comuna Topalu            | sector XII                                                                    |                                              |            |                                                    | Încărcați imagine | Raportați eroare |
| 63063.03.02 (Cod LMI: CT-I-m-B-02604.02)  | Așezarea civilă de la Capidava - sector XII / ansamblu anonim (Categorie: locuire civilă) (Tip: Așezare)                                                                            | sat Capidava, comuna Topalu            | sector XII                                                                    | geto-dacică sec. V - II a. Chr.              |            |                                                    | Încărcați imagine | Raportați eroare |
| 63009.01.01 (Cod LMI: CT-I-s-B-02605)     | Amfiteatrul roman de la Casian / ansamblu anonim (Categorie: construcție) (Tip: Amfiteatru)                                                                                         | sat Casian, comuna Grădina             |                                                                               | sec. II - III                                |            | 44°29′24″N 28°27′31″E / 44.48989°N 28.4585°E       | Încărcați imagine | Raportați eroare |
| 63009.02.01 (Cod LMI: CT-I-s-B-02606)     | Așezarea neolitică de la Casian / ansamblu anonim (Categorie: locuire civilă) (Tip: Așezare)                                                                                        | sat Casian, comuna Grădina             |                                                                               | mil. IV a. Chr.                              |            |                                                    | Încărcați imagine | Raportați eroare |
| 63009.03.01 (Cod LMI: CT-I-s-B-02607)     | Așezarea hallstattiană de la Casian / ansamblu anonim (Categorie: locuire civilă) (Tip: Așezare)                                                                                    | sat Casian, comuna Grădina             |                                                                               | sec. V - IV a. Chr.                          |            |                                                    | Încărcați imagine | Raportați eroare |
| 63009.04.01 (Cod LMI: CT-I-s-B-02608)     | Situl arheologic de la Casian - "Peștera Casian" / ansamblu anonim (Categorie: locuire civilă) (Tip: Locuire)                                                                       | sat Casian, comuna Grădina             | Peștera Casian                                                                | sec. IX - XII                                |            | 44°29′31″N 28°27′26″E / 44.49196°N 28.45718°E      | Încărcați imagine | Raportați eroare |
| 63009.04.02 (Cod LMI: CT-I-s-B-02608)     | Situl arheologic de la Casian - "Peștera Casian" / ansamblu anonim (Categorie: locuire civilă) (Tip: Locuire)                                                                       | sat Casian, comuna Grădina             | Peștera Casian                                                                | Boian - Spanțov                              |            | 44°29′31″N 28°27′26″E / 44.49196°N 28.45718°E      | Încărcați imagine | Raportați eroare |
| 63009.04.03 (Cod LMI: CT-I-s-B-02608)     | Situl arheologic de la Casian - "Peștera Casian" / ansamblu anonim (Categorie: locuire civilă) (Tip: Locuire)                                                                       | sat Casian, comuna Grădina             | Peștera Casian                                                                | Hamangia - III                               |            | 44°29′31″N 28°27′26″E / 44.49196°N 28.45718°E      | Încărcați imagine | Raportați eroare |
| 63009.04.04 (Cod LMI: CT-I-s-B-02608)     | Situl arheologic de la Casian - "Peștera Casian" / ansamblu anonim (Categorie: locuire civilă) (Tip: așezare)                                                                       | sat Casian, comuna Grădina             | Peștera Casian                                                                | Gumelnița                                    |            | 44°29′31″N 28°27′26″E / 44.49196°N 28.45718°E      | Încărcați imagine | Raportați eroare |
| 63009.04.05 (Cod LMI: CT-I-s-B-02608)     | Situl arheologic de la Casian - "Peștera Casian" / ansamblu anonim (Categorie: locuire civilă) (Tip: Locuire)                                                                       | sat Casian, comuna Grădina             | Peștera Casian                                                                | Babadag - III                                |            | 44°29′31″N 28°27′26″E / 44.49196°N 28.45718°E      | Încărcați imagine | Raportați eroare |
| 63009.04.06 (Cod LMI: CT-I-s-B-02608)     | Situl arheologic de la Casian - "Peștera Casian" / ansamblu anonim (Categorie: locuire civilă) (Tip: Locuire)                                                                       | sat Casian, comuna Grădina             | Peștera Casian                                                                |                                              |            | 44°29′31″N 28°27′26″E / 44.49196°N 28.45718°E      | Încărcați imagine | Raportați eroare |
| 63009.04.07 (Cod LMI: CT-I-s-B-02608)     | Situl arheologic de la Casian - "Peștera Casian" / ansamblu anonim (Categorie: locuire civilă) (Tip: Locuire)                                                                       | sat Casian, comuna Grădina             | Peștera Casian                                                                |                                              |            | 44°29′31″N 28°27′26″E / 44.49196°N 28.45718°E      | Încărcați imagine | Raportați eroare |
| 63009.04.08 (Cod LMI: CT-I-s-B-02608)     | Situl arheologic de la Casian - "Peștera Casian" / ansamblu anonim (Categorie: locuire civilă) (Tip: Locuire)                                                                       | sat Casian, comuna Grădina             | Peștera Casian                                                                | sec. V-VI                                    |            | 44°29′31″N 28°27′26″E / 44.49196°N 28.45718°E      | Încărcați imagine | Raportați eroare |
| 63009.04.09 (Cod LMI: CT-I-s-B-02608)     | Situl arheologic de la Casian - "Peștera Casian" / ansamblu anonim (Categorie: locuire civilă) (Tip: Locuire)                                                                       | sat Casian, comuna Grădina             | Peștera Casian                                                                | Dridu                                        |            | 44°29′31″N 28°27′26″E / 44.49196°N 28.45718°E      | Încărcați imagine | Raportați eroare |
| 63009.04.10 (Cod LMI: CT-I-s-B-02608)     | Situl arheologic de la Casian - "Peștera Casian" / ansamblu anonim (Categorie: locuire civilă) (Tip: Locuire)                                                                       | sat Casian, comuna Grădina             | Peștera Casian                                                                | sec. VII-XVIII                               |            | 44°29′31″N 28°27′26″E / 44.49196°N 28.45718°E      | Încărcați imagine | Raportați eroare |
| 63009.05.01 (Cod LMI: CT-I-s-B-02609)     | Așezarea elenistică de la Casian / ansamblu anonim (Categorie: locuire civilă) (Tip: Așezare)                                                                                       | sat Casian, comuna Grădina             |                                                                               | sec. III - I î. H.                           |            |                                                    | Încărcați imagine | Raportați eroare |
| 61470.01.01 (Cod LMI: CT-I-s-B-02610)     | Așezarea romano-bizantină de la Casicea / ansamblu anonim (Categorie: locuire civilă) (Tip: Așezare)                                                                                | sat Casicea, comuna Amzacea            |                                                                               | sec. IV - VI                                 |            |                                                    | Încărcați imagine | Raportați eroare |
| 61130.01.01 (Cod LMI: CT-I-s-A-02614)     | Fortificația romano-bizantină de la Castelu / ansamblu anonim (Categorie: fortificație) (Tip: Fortificație)                                                                         | sat Castelu, comuna Castelu            |                                                                               | sec. IV - VI                                 |            | 44°15′11″N 28°20′32″E / 44.25311°N 28.34234°E      | Încărcați imagine | Raportați eroare |
| 61130.02.01 (Cod LMI: CT-I-s-B-02615)     | Situl arheologic de la Castelu / ansamblu anonim (Categorie: locuire civilă) (Tip: Așezare rurală)                                                                                  | sat Castelu, comuna Castelu            |                                                                               | sec. I a. Chr - III p. Chr.                  |            |                                                    | Încărcați imagine | Raportați eroare |
| 61130.02.02 (Cod LMI: CT-I-s-B-02615)     | Situl arheologic de la Castelu / ansamblu anonim (Categorie: locuire civilă) (Tip: Așezare)                                                                                         | sat Castelu, comuna Castelu            |                                                                               | geto-dacică                                  |            |                                                    | Încărcați imagine | Raportați eroare |
| 61130.03.01 (Cod LMI: CT-I-s-A-02616)     | Tumulii de la Castelu / ansamblu anonim (Categorie: descoperire funerară) (Tip: Grup de tumuli)                                                                                     | sat Castelu, comuna Castelu            |                                                                               |                                              |            | 44°15′18″N 28°19′40″E / 44.255°N 28.32776°E        | Încărcați imagine | Raportați eroare |
| 61130.04.01 (Cod LMI: CT-I-s-B-02617)     | Așezarea medievală de la Castelu - "Coada Malului" / ansamblu anonim (Categorie: locuire civilă) (Tip: Așezare)                                                                     | sat Castelu, comuna Castelu            | Coada Malului                                                                 | sec. IX-X                                    |            |                                                    | Încărcați imagine | Raportați eroare |
| 61130.05.01 (Cod LMI: CT-I-s-B-02618)     | Necropola medievală de la Castelu / ansamblu anonim (Categorie: descoperire funerară) (Tip: Necropolă)                                                                              | sat Castelu, comuna Castelu            |                                                                               | sec. IX-X                                    |            |                                                    | Încărcați imagine | Raportați eroare |
| 60785.01.02 (Cod LMI: CT-I-m-A-02619.01)  | Situl arheologic eneolitic de la Cernavodă - "Dealul Sofia" / ansamblu anonim (Categorie: locuire civilă) (Tip: Așezare)                                                            | oraș Cernavodă                         | Dealul Sofia                                                                  | Cernavodă - I                                |            | 44°20′36″N 28°01′43″E / 44.34333°N 28.02861°E      | Încărcați imagine | Raportați eroare |
| 60785.01.01 (Cod LMI: CT-I-m-A-02619.02)  | Situl arheologic eneolitic de la Cernavodă - "Dealul Sofia" / ansamblu anonim (Categorie: locuire civilă) (Tip: Așezare)                                                            | oraș Cernavodă                         | Dealul Sofia                                                                  | Gumelnița                                    |            | 44°20′36″N 28°01′43″E / 44.34333°N 28.02861°E      | Încărcați imagine | Raportați eroare |
| 60785.01.03 (Cod LMI: CT-I-s-A-02619)     | Situl arheologic eneolitic de la Cernavodă - "Dealul Sofia" / ansamblu anonim (Categorie: locuire civilă) (Tip: Așezare)                                                            | oraș Cernavodă                         | Dealul Sofia                                                                  | Cernavodă - II, III                          |            | 44°20′36″N 28°01′43″E / 44.34333°N 28.02861°E      | Încărcați imagine | Raportați eroare |
| 60785.02.01 (Cod LMI: CT-I-m-A-02620.02)  | Necropola cetății Axiopolis - Cernavodă / ansamblu Necropola cetății Axiopolis (Categorie: descoperire funerară) (Tip: Necropolă)                                                   | oraș Cernavodă                         |                                                                               | sec. VI-VII                                  |            | 44°18′39″N 28°01′02″E / 44.3107°N 28.01733°E       | Încărcați imagine | Raportați eroare |
| 60785.02.01 (Cod LMI: CT-I-m-A-02620.02)  | Necropola cetății Axiopolis - Cernavodă / ansamblu Necropola cetății Axiopolis / complex anonim (Categorie: descoperire funerară) (Tip: mormânt de incinerație)                     | oraș Cernavodă                         |                                                                               |                                              |            | 44°18′39″N 28°01′02″E / 44.3107°N 28.01733°E       | Încărcați imagine | Raportați eroare |
| 60785.02.02 (Cod LMI: CT-I-m-A-02620.02)  | Necropola cetății Axiopolis - Cernavodă / ansamblu anonim (Categorie: descoperire funerară) (Tip: Tumul)                                                                            | oraș Cernavodă                         |                                                                               | sec. VI - VII                                |            | 44°18′39″N 28°01′02″E / 44.3107°N 28.01733°E       | Încărcați imagine | Raportați eroare |
| 60785.03.01 (Cod LMI: CT-I-m-A-02620.01)  | Cetatea Axiopolis - Cernavodă - "Hinog" / ansamblu Cetatea Axiopolis (Categorie: locuire civilă) (Tip: Cetate)                                                                      | oraș Cernavodă                         | Hinog                                                                         | sec. IV a. Chr. - sec. VII                   |            | 44°18′01″N 28°01′24″E / 44.30028°N 28.02337°E      | Încărcați imagine | Raportați eroare |
| 60785.03.02 (Cod LMI: CT-I-s-A-02620)     | Cetatea Axiopolis - Cernavodă - "Hinog" / ansamblu Cetatea Axiopolis (Categorie: locuire civilă) (Tip: Cetate)                                                                      | oraș Cernavodă                         | Hinog                                                                         | sec. IV a. Chr. - sec. VII                   |            | 44°18′01″N 28°01′24″E / 44.30028°N 28.02337°E      | Încărcați imagine | Raportați eroare |
| 61755.01.01 (Cod LMI: CT-I-m-A-02621.01)  | Situl arheologic de la Cetatea / ansamblu Cetatea Hâsarlâc (Categorie: locuire civilă) (Tip: Fortificație)                                                                          | sat Cetatea, comuna Dobromir           | Cetatea Hâsarlâc                                                              | sec. XIII - XIV                              |            | 44°00′18″N 27°52′43″E / 44.00512°N 27.87854°E      | Încărcați imagine | Raportați eroare |
| 61755.01.02 (Cod LMI: CT-I-s-A-02621)     | Situl arheologic de la Cetatea / ansamblu anonim (Categorie: locuire civilă) (Tip: Așezare)                                                                                         | sat Cetatea, comuna Dobromir           | Cetatea Hâsarlâc                                                              |                                              |            | 44°00′18″N 27°52′43″E / 44.00512°N 27.87854°E      | Încărcați imagine | Raportați eroare |
| 61755.01.03 (Cod LMI: CT-I-s-A-02621)     | Situl arheologic de la Cetatea / ansamblu anonim (Categorie: locuire civilă) (Tip: Așezare)                                                                                         | sat Cetatea, comuna Dobromir           | Cetatea Hâsarlâc                                                              | sec. II-VI p.Chr                             |            | 44°00′18″N 27°52′43″E / 44.00512°N 27.87854°E      | Încărcați imagine | Raportați eroare |
| 63018.01.01 (Cod LMI: CT-I-m-A-02622.02)  | Situl arheologic de la Cheia - "Peștera La Izvor" / ansamblu anonim (Categorie: locuire civilă) (Tip: Locuire rupestră)                                                             | sat Cheia, comuna Grădina              | Peștera La Izvor                                                              | Musterian                                    |            | 44°30′24″N 28°25′51″E / 44.50667°N 28.43083°E      | Încărcați imagine | Raportați eroare |
| 63018.01.02 (Cod LMI: CT-I-m-A-02622.01)  | Situl arheologic de la Cheia - "Peștera La Izvor" / ansamblu anonim (Categorie: locuire civilă) (Tip: Locuire)                                                                      | sat Cheia, comuna Grădina              | Peștera La Izvor                                                              | Hamangia                                     |            | 44°30′24″N 28°25′51″E / 44.50667°N 28.43083°E      | Încărcați imagine | Raportați eroare |
| 63018.01.03 (Cod LMI: CT-I-s-A-02622)     | Situl arheologic de la Cheia - "Peștera La Izvor" / ansamblu anonim (Categorie: locuire civilă) (Tip: Așezare)                                                                      | sat Cheia, comuna Grădina              | Peștera La Izvor                                                              | getică                                       |            | 44°30′24″N 28°25′51″E / 44.50667°N 28.43083°E      | Încărcați imagine | Raportați eroare |
| 63018.01.04 (Cod LMI: CT-I-s-A-02622)     | Situl arheologic de la Cheia - "Peștera La Izvor" / ansamblu anonim (Categorie: locuire civilă) (Tip: așezare)                                                                      | sat Cheia, comuna Grădina              | Peștera La Izvor                                                              | Gumelnița                                    |            | 44°30′24″N 28°25′51″E / 44.50667°N 28.43083°E      | Încărcați imagine | Raportați eroare |
| 63018.01.05 (Cod LMI: CT-I-s-A-02622)     | Situl arheologic de la Cheia - "Peștera La Izvor" / ansamblu anonim (Categorie: locuire civilă) (Tip: Locuire)                                                                      | sat Cheia, comuna Grădina              | Peștera La Izvor                                                              | Cernavodă - I                                |            | 44°30′24″N 28°25′51″E / 44.50667°N 28.43083°E      | Încărcați imagine | Raportați eroare |
| 63018.01.06 (Cod LMI: CT-I-s-A-02622)     | Situl arheologic de la Cheia - "Peștera La Izvor" / ansamblu anonim (Categorie: locuire civilă) (Tip: Locuire)                                                                      | sat Cheia, comuna Grădina              | Peștera La Izvor                                                              | Babadag                                      |            | 44°30′24″N 28°25′51″E / 44.50667°N 28.43083°E      | Încărcați imagine | Raportați eroare |
| 63018.01.07 (Cod LMI: CT-I-s-A-02622)     | Situl arheologic de la Cheia - "Peștera La Izvor" / ansamblu anonim (Categorie: locuire civilă) (Tip: Locuire)                                                                      | sat Cheia, comuna Grădina              | Peștera La Izvor                                                              |                                              |            | 44°30′24″N 28°25′51″E / 44.50667°N 28.43083°E      | Încărcați imagine | Raportați eroare |
| 63018.01.08 (Cod LMI: CT-I-s-A-02622)     | Situl arheologic de la Cheia - "Peștera La Izvor" / ansamblu anonim (Categorie: locuire civilă) (Tip: Locuire)                                                                      | sat Cheia, comuna Grădina              | Peștera La Izvor                                                              |                                              |            | 44°30′24″N 28°25′51″E / 44.50667°N 28.43083°E      | Încărcați imagine | Raportați eroare |
| 63018.01.09 (Cod LMI: CT-I-s-A-02622)     | Situl arheologic de la Cheia - "Peștera La Izvor" / ansamblu anonim (Categorie: locuire civilă) (Tip: Locuire)                                                                      | sat Cheia, comuna Grădina              | Peștera La Izvor                                                              | Dridu sec. X - XI                            |            | 44°30′24″N 28°25′51″E / 44.50667°N 28.43083°E      | Încărcați imagine | Raportați eroare |
| 61229.01.01 (Cod LMI: CT-I-s-B-02623)     | Situl arheologic Chinogeni - "Dealul Chirnogeni" / ansamblu anonim (Categorie: locuire civilă) (Tip: Așezare)                                                                       | sat Chirnogeni, comuna Chirnogeni      | Dealul Chirnogeni                                                             | Coslogeni sec. XIII - XI a. Chr.             |            |                                                    | Încărcați imagine | Raportați eroare |
| 61229.01.02 (Cod LMI: CT-I-s-B-02623)     | Situl arheologic Chinogeni - "Dealul Chirnogeni" / ansamblu anonim (Categorie: locuire civilă) (Tip: Așezare)                                                                       | sat Chirnogeni, comuna Chirnogeni      | Dealul Chirnogeni                                                             |                                              |            |                                                    | Încărcați imagine | Raportați eroare |
| 61265.01.01 (Cod LMI: CT-I-s-B-02624)     | Așezarea rurală romană de la Ciobanu / ansamblu anonim (Categorie: locuire civilă) (Tip: Așezare rurală)                                                                            | sat Ciobanu, comuna Ciobanu            |                                                                               | sec. I - III                                 |            |                                                    | Încărcați imagine | Raportați eroare |
| 61292.01.01 (Cod LMI: CT-I-s-A-02625)     | Tumulii de la Ciocârlia / ansamblu anonim (Categorie: descoperire funerară) (Tip: Grup de tumuli)                                                                                   | sat Ciocârlia, comuna Ciocârlia        |                                                                               |                                              |            | 44°06′16″N 28°15′39″E / 44.10444°N 28.26083°E      | Încărcați imagine | Raportați eroare |
| 61327.01 (Cod LMI: CT-I-s-B-02626)        | Situl arheologic de la Cobadin (Categorie: locuire civilă) (Tip: așezare rurală și necropolă)                                                                                       | sat Cobadin, comuna Cobadin            |                                                                               | sec. I - III                                 |            |                                                    | Încărcați imagine | Raportați eroare |
| 61327.01 (Cod LMI: CT-I-s-B-02626)        | Situl arheologic de la Cobadin / ansamblu anonim (Categorie: locuire civilă) | sat Cobadin, comuna Cobadin            |                                                                               |                                              |            |                                                    | Încărcați imagine | Raportați eroare |
| 61327.01.01 (Cod LMI: CT-I-m-B-02626.01)  | Situl arheologic de la Cobadin / ansamblu anonim (Categorie: locuire civilă) (Tip: Așezare rurală)                                                                                  | sat Cobadin, comuna Cobadin            |                                                                               | sec. I - III                                 |            |                                                    | Încărcați imagine | Raportați eroare |
| 61327.01.02 (Cod LMI: CT-I-m-B-02626.02)  | Situl arheologic de la Cobadin / ansamblu anonim (Categorie: locuire civilă) (Tip: Tumuli)                                                                                          | sat Cobadin, comuna Cobadin            |                                                                               |                                              |            |                                                    | Încărcați imagine | Raportați eroare |
| 62814.03.01 (Cod LMI: CT-I-s-A-02627)     | Cetatea romano-bizantină de la Cochirleni - "Cetatea Pătulului" / ansamblu anonim (Categorie: locuire civilă) (Tip: Cetate)                                                         | sat Cochirleni, comuna Rasova          | Cetatea Pătulului                                                             | sec. IV - VI                                 |            | 44°17′25″N 27°59′41″E / 44.29028°N 27.99472°E      | Încărcați imagine | Raportați eroare |
| 62814.03.02 (Cod LMI: CT-I-s-A-02627)     | Cetatea romano-bizantină de la Cochirleni - "Cetatea Pătulului" / ansamblu anonim (Categorie: locuire civilă) (Tip: Necropolă de incinerație)                                       | sat Cochirleni, comuna Rasova          | Cetatea Pătulului                                                             |                                              |            | 44°17′25″N 27°59′41″E / 44.29028°N 27.99472°E      | Încărcați imagine | Raportați eroare |
| 62814.03.02 (Cod LMI: CT-I-s-A-02627)     | Cetatea romano-bizantină de la Cochirleni - "Cetatea Pătulului" / complex anonim (Categorie: locuire civilă) (Tip: mormânt de incinerație)                                          | sat Cochirleni, comuna Rasova          | Cetatea Pătulului                                                             |                                              |            | 44°17′25″N 27°59′41″E / 44.29028°N 27.99472°E      | Încărcați imagine | Raportați eroare |
| 62814.03.03 (Cod LMI: CT-I-s-A-02627)     | Cetatea romano-bizantină de la Cochirleni - "Cetatea Pătulului" / ansamblu anonim (Categorie: locuire civilă) (Tip: așezare)                                                        | sat Cochirleni, comuna Rasova          | Cetatea Pătulului                                                             | Gumelnița                                    |            | 44°17′25″N 27°59′41″E / 44.29028°N 27.99472°E      | Încărcați imagine | Raportați eroare |
| 62814.03.04 (Cod LMI: CT-I-s-A-02627)     | Cetatea romano-bizantină de la Cochirleni - "Cetatea Pătulului" / ansamblu anonim (Categorie: locuire civilă) (Tip: așezare)                                                        | sat Cochirleni, comuna Rasova          | Cetatea Pătulului                                                             | Cernavodă - I                                |            | 44°17′25″N 27°59′41″E / 44.29028°N 27.99472°E      | Încărcați imagine | Raportați eroare |
| 62814.03.05 (Cod LMI: CT-I-s-A-02627)     | Cetatea romano-bizantină de la Cochirleni - "Cetatea Pătulului" / ansamblu anonim (Categorie: locuire civilă) (Tip: Locuire)                                                        | sat Cochirleni, comuna Rasova          | Cetatea Pătulului                                                             |                                              |            | 44°17′25″N 27°59′41″E / 44.29028°N 27.99472°E      | Încărcați imagine | Raportați eroare |
| 62814.03.06 (Cod LMI: CT-I-s-A-02627)     | Cetatea romano-bizantină de la Cochirleni - "Cetatea Pătulului" / ansamblu anonim (Categorie: locuire civilă) (Tip: Locuire)                                                        | sat Cochirleni, comuna Rasova          | Cetatea Pătulului                                                             | Dridu                                        |            | 44°17′25″N 27°59′41″E / 44.29028°N 27.99472°E      | Încărcați imagine | Raportați eroare |
| 61381.01.01 (Cod LMI: CT-I-m-B-02628.02)  | Situl arheologic de la Cogealac - "Bent" / ansamblu anonim (Categorie: locuire civilă) (Tip: Așezare)                                                                               | sat Cogealac, comuna Cogealac          | Bent                                                                          | greacă sec. V a. Chr. - sec. I p. Chr.       |            |                                                    | Încărcați imagine | Raportați eroare |
| 61381.01.02 (Cod LMI: CT-I-m-B-02628.01)  | Situl arheologic de la Cogealac - "Bent" / ansamblu anonim (Categorie: locuire civilă) (Tip: Așezare)                                                                               | sat Cogealac, comuna Cogealac          | Bent                                                                          | sec. I - III                                 |            |                                                    | Încărcați imagine | Raportați eroare |
| 61381.02.01 (Cod LMI: CT-I-s-B-02629)     | Așezarea rurală romană de la Cogealac - "Via lui Ciurea" / ansamblu anonim (Categorie: locuire civilă) (Tip: Așezare rurală)                                                        | sat Cogealac, comuna Cogealac          | Via lui Ciurea                                                                | sec. IV                                      |            |                                                    | Încărcați imagine | Raportați eroare |
| 61381.03.01 (Cod LMI: CT-I-s-A-02630)     | Tumuli de la Cogealac / ansamblu anonim (Categorie: descoperire funerară) (Tip: Tumul)                                                                                              | sat Cogealac, comuna Cogealac          |                                                                               |                                              |            | 44°33′31″N 28°32′36″E / 44.55852°N 28.54344°E      | Încărcați imagine | Raportați eroare |
| 61381.04.01 (Cod LMI: CT-I-s-B-02631)     | Așezarea romană de la Cogealac / ansamblu anonim (Categorie: locuire civilă) (Tip: Așezare)                                                                                         | sat Cogealac, comuna Cogealac          |                                                                               | sec. I - III                                 |            |                                                    | Încărcați imagine | Raportați eroare |
| 61522.01.01 (Cod LMI: CT-I-s-B-02634)     | Necropola hallstattiană de la Corbu / ansamblu anonim (Categorie: descoperire funerară) (Tip: Necropolă de inhumație)                                                               | sat Corbu, comuna Corbu                |                                                                               | greco-getică sec. VI - V a.Chr.              |            |                                                    | Încărcați imagine | Raportați eroare |
| 61522.02.01 (Cod LMI: CT-I-m-B-02635.02)  | Situl arheologic de la Corbu - "Valea Vetrei" / ansamblu anonim (Categorie: locuire civilă) (Tip: Așezare)                                                                          | sat Corbu, comuna Corbu                | Valea Vetrei                                                                  | greco-getică sec. IV a.Chr. - sec. I p.Chr.  |            |                                                    | Încărcați imagine | Raportați eroare |
| 61522.02.02 (Cod LMI: CT-I-m-B-02635.01)  | Situl arheologic de la Corbu - "Valea Vetrei" / ansamblu anonim (Categorie: locuire civilă) (Tip: Așezare)                                                                          | sat Corbu, comuna Corbu                | Valea Vetrei                                                                  | sec. I - VI                                  |            |                                                    | Încărcați imagine | Raportați eroare |
| 61522.02.03 (Cod LMI: CT-I-s-B-02635)     | Situl arheologic de la Corbu - "Valea Vetrei" / ansamblu anonim (Categorie: locuire civilă) (Tip: Mormânt)                                                                          | sat Corbu, comuna Corbu                | Valea Vetrei                                                                  |                                              |            |                                                    | Încărcați imagine | Raportați eroare |
| 61522.03.01 (Cod LMI: CT-I-s-B-02636)     | Așezarea rurală romană de la Corbu / ansamblu anonim (Categorie: locuire civilă) (Tip: Așezare rurală)                                                                              | sat Corbu, comuna Corbu                |                                                                               | sec. III - IV                                |            |                                                    | Încărcați imagine | Raportați eroare |
| 61522.04.01 (Cod LMI: CT-I-m-B-02632.03)  | Situl arheologic de la Corbu - "Capul Midia" / ansamblu anonim (Categorie: locuire civilă) (Tip: Așezare)                                                                           | sat Corbu, comuna Corbu                | Capul Midia                                                                   | sec. VI - V a. Chr.                          |            |                                                    | Încărcați imagine | Raportați eroare |
| 61522.04.02 (Cod LMI: CT-I-m-B-02632.02)  | Situl arheologic de la Corbu - "Capul Midia" / ansamblu anonim (Categorie: locuire civilă) (Tip: Așezare)                                                                           | sat Corbu, comuna Corbu                | Capul Midia                                                                   | greco-getică sec. V a. Chr. - sec. I p. Chr. |            |                                                    | Încărcați imagine | Raportați eroare |
| 61522.04.03 (Cod LMI: CT-I-m-B-02632.01)  | Situl arheologic de la Corbu - "Capul Midia" / ansamblu anonim (Categorie: locuire civilă) (Tip: Așezare)                                                                           | sat Corbu, comuna Corbu                | Capul Midia                                                                   | sec. I - IV                                  |            |                                                    | Încărcați imagine | Raportați eroare |
| 61522.04.04 (Cod LMI: CT-I-s-B-02632)     | Situl arheologic de la Corbu - "Capul Midia" / ansamblu anonim (Categorie: locuire civilă) (Tip: Așezare)                                                                           | sat Corbu, comuna Corbu                | Capul Midia                                                                   | musterian                                    |            |                                                    | Încărcați imagine | Raportați eroare |
| 61522.05.01 (Cod LMI: CT-I-s-A-02633)     | Tumulii de la Corbu / ansamblu anonim (Categorie: descoperire funerară) (Tip: Grup de tumuli)                                                                                       | sat Corbu, comuna Corbu                |                                                                               |                                              |            | 44°22′36″N 28°41′07″E / 44.37658°N 28.68536°E      | Încărcați imagine | Raportați eroare |
| 60972.01.01 (Cod LMI: CT-I-s-B-20170)     | Fortificația elenistică de la Coroana / ansamblu anonim (Categorie: fortificație) (Tip: Fortificație)                                                                               | sat Coroana, comuna Albești            |                                                                               | Albești sec. IV - I a. Chr.                  |            |                                                    | Încărcați imagine | Raportați eroare |
| 60972.02.01 (Cod LMI: CT-I-m-B-02637)     | Fortificația romană de la Coroana - "Oierie" / ansamblu anonim (Categorie: fortificație) (Tip: Fortificație)                                                                        | sat Coroana, comuna Albești            | Oierie                                                                        | sec. IV                                      |            |                                                    | Încărcați imagine | Raportați eroare |
| 62093.01.01 (Cod LMI: CT-I-s-A-02641)     | Așezarea dacică de la Coslugea / ansamblu anonim (Categorie: locuire civilă) (Tip: Așezare fortificată)                                                                             | sat Coslugea, comuna Lipnița           | Colțul Pietrei                                                                | geto-dacică sec. III - I a. Chr.             |            | 44°09′05″N 27°34′52″E / 44.1515°N 27.58101°E       | Încărcați imagine | Raportați eroare |
| 60749.01.01 (Cod LMI: CT-I-m-B-02638.02)  | Situl arheologic de la Costinești - Parthenopolis / ansamblu anonim (Categorie: locuire civilă) (Tip: Așezare)                                                                      | sat Costinești, comuna Costinești      | Parthenopolis                                                                 | greacă sec. IV a.Chr. - sec. VI p.Chr.       |            | 43°57′46″N 28°38′55″E / 43.96278°N 28.64861°E      | Încărcați imagine | Raportați eroare |
| 60749.01.02 (Cod LMI: CT-I-m-B-02638.01)  | Situl arheologic de la Costinești - Parthenopolis / ansamblu anonim (Categorie: locuire civilă) (Tip: Locuire)                                                                      | sat Costinești, comuna Costinești      | Parthenopolis                                                                 |                                              |            | 43°57′46″N 28°38′55″E / 43.96278°N 28.64861°E      | Încărcați imagine | Raportați eroare |
| 60749.01.03 (Cod LMI: CT-I-m-B-02638.03)  | Situl arheologic de la Costinești - Parthenopolis / ansamblu anonim (Categorie: locuire civilă) (Tip: Tumuli)                                                                       | sat Costinești, comuna Costinești      | Parthenopolis                                                                 |                                              |            | 43°57′46″N 28°38′55″E / 43.96278°N 28.64861°E      | Încărcați imagine | Raportați eroare |
| 60749.02.01 (Cod LMI: CT-I-s-B-02639)     | Așezarea elenistică de la Costinești / ansamblu anonim (Categorie: locuire civilă) (Tip: Așezare)                                                                                   | sat Costinești, comuna Costinești      |                                                                               | greacă sec. IV a.Chr.                        |            | 43°57′12″N 28°37′36″E / 43.95333°N 28.62667°E      | Încărcați imagine | Raportați eroare |
| 60749.03.01 (Cod LMI: CT-I-m-B-02640.02)  | Situl arheologic de la Costinești / ansamblu anonim (Categorie: locuire civilă) (Tip: Așezare)                                                                                      | sat Costinești, comuna Costinești      |                                                                               |                                              |            |                                                    | Încărcați imagine | Raportați eroare |
| 60749.03.02 (Cod LMI: CT-I-m-B-02640.01)  | Situl arheologic de la Costinești / ansamblu anonim (Categorie: locuire civilă) (Tip: Așezare)                                                                                      | sat Costinești, comuna Costinești      |                                                                               |                                              |            |                                                    | Încărcați imagine | Raportați eroare |
| 61238.01.01 (Cod LMI: CT-I-s-B-02642)     | Așezarea rurală romană de la Credința - "Dealul Mocanilor" / ansamblu anonim (Categorie: locuire civilă) (Tip: Așezare rurală)                                                      | sat Credința, comuna Chirnogeni        | Dealul Mocanilor                                                              | sec. III - IV                                |            |                                                    | Încărcați imagine | Raportați eroare |
| 61568.01.01 (Cod LMI: CT-I-s-B-02643)     | Așezarea rurală romană de la Crucea / ansamblu anonim (Categorie: locuire civilă) (Tip: Așezare rurală)                                                                             | sat Crucea, comuna Crucea              |                                                                               | sec. I - III                                 |            |                                                    | Încărcați imagine | Raportați eroare |
| 61568.02.01 (Cod LMI: CT-I-s-A-02644)     | Tumulii de la Crucea / ansamblu anonim (Categorie: descoperire funerară) (Tip: Grup de tumuli)                                                                                      | sat Crucea, comuna Crucea              |                                                                               |                                              |            | 44°31′00″N 28°14′03″E / 44.5167°N 28.23405°E       | Încărcați imagine | Raportați eroare |
| 61149.01.01 (Cod LMI: CT-I-s-B-02646)     | Apeductul de la Cuza Vodă / ansamblu anonim (Categorie: construcție) (Tip: Apeduct)                                                                                                 | sat Cuza Vodă, comuna Cuza Voda        |                                                                               | sec. I - III                                 |            |                                                    | Încărcați imagine | Raportați eroare |
| 61149.02.01 (Cod LMI: CT-I-m-B-02647.02)  | Situl arheologic de la Cuza Vodă / ansamblu anonim (Categorie: locuire civilă) (Tip: Așezare)                                                                                       | sat Cuza Vodă, comuna Cuza Voda        |                                                                               |                                              |            |                                                    | Încărcați imagine | Raportați eroare |
| 61149.02.02 (Cod LMI: CT-I-m-B-02647.01)  | Situl arheologic de la Cuza Vodă / ansamblu anonim (Categorie: locuire civilă) (Tip: Așezare)                                                                                       | sat Cuza Vodă, comuna Cuza Voda        |                                                                               |                                              |            |                                                    | Încărcați imagine | Raportați eroare |
| 61639.01.01 (Cod LMI: CT-I-m-B-02645.01)  | Situl arheologic de la Cumpăna / ansamblu anonim (Categorie: locuire civilă) (Tip: Așezare rurală)                                                                                  | sat Cumpăna, comuna Cumpăna            |                                                                               | sec. I - IV                                  |            |                                                    | Încărcați imagine | Raportați eroare |
| 61639.01.02 (Cod LMI: CT-I-m-B-02645.02)  | Situl arheologic de la Cumpăna / ansamblu anonim (Categorie: locuire civilă) (Tip: Tumuli)                                                                                          | sat Cumpăna, comuna Cumpăna            |                                                                               |                                              |            |                                                    | Încărcați imagine | Raportați eroare |
| 60428.01.02                               | Cetatea Tomis de la Constanța - Poarta de Nord / ansamblu anonim (Categorie: locuire civilă) (Tip: Cetate)                                                                          | municipiul Constanța                   | Poarta de Nord                                                                | sec.IV-VI                                    |            | 44°10′42″N 28°39′15″E / 44.17833°N 28.65417°E      | Încărcați imagine | Raportați eroare |
| 60428.01.03                               | Cetatea Tomis de la Constanța - Poarta de Nord / ansamblu anonim (Categorie: locuire civilă) (Tip: Cetate)                                                                          | municipiul Constanța                   | Poarta de Nord                                                                |                                              |            | 44°10′42″N 28°39′15″E / 44.17833°N 28.65417°E      | Încărcați imagine | Raportați eroare |
| 60428.01.04                               | Cetatea Tomis de la Constanța - Poarta de Nord / ansamblu anonim (Categorie: locuire civilă) (Tip: Cetate)                                                                          | municipiul Constanța                   | Poarta de Nord                                                                | sec.I-III                                    |            | 44°10′42″N 28°39′15″E / 44.17833°N 28.65417°E      | Încărcați imagine | Raportați eroare |
| 60428.01.01                               | Cetatea Tomis de la Constanța - Poarta de Nord / ansamblu anonim (Categorie: locuire civilă) (Tip: Necropolă de incinerație)                                                        | municipiul Constanța                   | Poarta de Nord                                                                | sec.IV-VI                                    |            | 44°10′42″N 28°39′15″E / 44.17833°N 28.65417°E      | Încărcați imagine | Raportați eroare |
| 63063.01.01                               | Situl arheologic de la Capidava - Cetate / ansamblu Cetatea Capidava - sector I (Intramuros) (Categorie: locuire civilă) (Tip: Cetate)                                              | sat Capidava, comuna Topalu            | Cetate                                                                        |                                              |            | 44°29′38″N 28°05′30″E / 44.49389°N 28.09167°E      | Încărcați imagine | Raportați eroare |
| 63063.01.02                               | Situl arheologic de la Capidava - Cetate / ansamblu Cetatea Capidava - sector II (Intramuros) respectiv Cetatea Capidava - sector II (Categorie: locuire civilă) (Tip: Construcție) | sat Capidava, comuna Topalu            | Cetate                                                                        |                                              |            | 44°29′38″N 28°05′30″E / 44.49389°N 28.09167°E      | Încărcați imagine | Raportați eroare |
| 63063.01.03                               | Situl arheologic de la Capidava - Cetate / ansamblu Cetatea Capidava - sector III (Intramuros) (Categorie: locuire civilă) (Tip: Construcție)                                       | sat Capidava, comuna Topalu            | Cetate                                                                        |                                              |            | 44°29′38″N 28°05′30″E / 44.49389°N 28.09167°E      | Încărcați imagine | Raportați eroare |
| 63063.01.04                               | Situl arheologic de la Capidava - Cetate / ansamblu Cetatea Capidava - sector IV (Intramuros) (Categorie: locuire civilă) (Tip: Construcție)                                        | sat Capidava, comuna Topalu            | Cetate                                                                        |                                              |            | 44°29′38″N 28°05′30″E / 44.49389°N 28.09167°E      | Încărcați imagine | Raportați eroare |
| 63063.01.05                               | Situl arheologic de la Capidava - Cetate / ansamblu anonim (Categorie: locuire civilă) (Tip: Cetate)                                                                                | sat Capidava, comuna Topalu            | Cetate                                                                        | sec. II-XI                                   |            | 44°29′38″N 28°05′30″E / 44.49389°N 28.09167°E      | Încărcați imagine | Raportați eroare |
| 63063.01.06                               | Situl arheologic de la Capidava - Cetate / ansamblu anonim (Categorie: locuire civilă) (Tip: Locuire)                                                                               | sat Capidava, comuna Topalu            | Cetate                                                                        |                                              |            | 44°29′38″N 28°05′30″E / 44.49389°N 28.09167°E      | Încărcați imagine | Raportați eroare |
| 63063.01.07                               | Situl arheologic de la Capidava - Cetate / ansamblu anonim (Categorie: locuire civilă) (Tip: Locuire)                                                                               | sat Capidava, comuna Topalu            | Cetate                                                                        |                                              |            | 44°29′38″N 28°05′30″E / 44.49389°N 28.09167°E      | Încărcați imagine | Raportați eroare |
| 60428.21.01                               | Orașul greco-roman Tomis (str. Arhiepiscopiei nr. 23) / ansamblu anonim (Categorie: locuire civilă) (Tip: așezare urbană)                                                           | municipiul Constanța                   | str. Arhiepiscopiei, nr. 23                                                   |                                              |            |                                                    | Încărcați imagine | Raportați eroare |
| 60428.21.02                               | Orașul greco-roman Tomis (str. Arhiepiscopiei nr. 23) / ansamblu anonim (Categorie: locuire civilă) (Tip: așezare urbană)                                                           | municipiul Constanța                   | str. Arhiepiscopiei, nr. 23                                                   | sec. II-IV p. Chr.                           |            |                                                    | Încărcați imagine | Raportați eroare |
| 60428.21.02                               | Orașul greco-roman Tomis (str. Arhiepiscopiei nr. 23) / complex Locuința A (Categorie: locuire civilă) (Tip: locuință)                                                              | municipiul Constanța                   | str. Arhiepiscopiei, nr. 23                                                   | sec. III - IV                                |            |                                                    | Încărcați imagine | Raportați eroare |
| 60428.21.02                               | Orașul greco-roman Tomis (str. Arhiepiscopiei nr. 23) / complex Locuința B (Categorie: locuire civilă) (Tip: locuință)                                                              | municipiul Constanța                   | str. Arhiepiscopiei, nr. 23                                                   | sec. IV                                      |            |                                                    | Încărcați imagine | Raportați eroare |
| 60428.21.03                               | Orașul greco-roman Tomis (str. Arhiepiscopiei nr. 23) / ansamblu anonim (Categorie: locuire civilă) (Tip: așezare urbană)                                                           | municipiul Constanța                   | str. Arhiepiscopiei, nr. 23                                                   |                                              |            |                                                    | Încărcați imagine | Raportați eroare |
| 60428.21.03                               | Orașul greco-roman Tomis (str. Arhiepiscopiei nr. 23) / complex Locuința C (Categorie: locuire civilă) (Tip: locuință)                                                              | municipiul Constanța                   | str. Arhiepiscopiei, nr. 23                                                   | sec. VI-VII                                  |            |                                                    | Încărcați imagine | Raportați eroare |
| 63018.02.01                               | Așezarea Hamangia de la Cheia - "Vatra satului" / ansamblu anonim (Categorie: locuire civilă) (Tip: Așezare deschisă)                                                               | sat Cheia, comuna Grădina              | Vatra satului                                                                 | Hamangia - IIIa 5000-4500 a. Chr             |            | 44°30′00″N 28°25′00″E / 44.5°N 28.41667°E          | Încărcați imagine | Raportați eroare |
| 63018.02.01                               | Așezarea Hamangia de la Cheia - "Vatra satului" / complex anonim (Categorie: locuire civilă) (Tip: locuință)                                                                        | sat Cheia, comuna Grădina              | Vatra satului                                                                 | Hamangia - III                               |            | 44°30′00″N 28°25′00″E / 44.5°N 28.41667°E          | Încărcați imagine | Raportați eroare |
| 63009.06.01                               | Situl arheologic de la Casian - "Gazoduct" / ansamblu anonim (Categorie: locuire civilă) (Tip: Așezare)                                                                             | sat Casian, comuna Grădina             | Gazoduct                                                                      | geto-dacică sec.IV-II                        |            |                                                    | Încărcați imagine | Raportați eroare |
| 63009.06.02                               | Situl arheologic de la Casian - "Gazoduct" / ansamblu anonim (Categorie: locuire civilă) (Tip: Așezare)                                                                             | sat Casian, comuna Grădina             | Gazoduct                                                                      | sec. IV p.Chr.                               |            |                                                    | Încărcați imagine | Raportați eroare |
| 61130.06.01                               | Valul roman de la Castelu / ansamblu anonim (Categorie: fortificație) (Tip: Val) | sat Castelu, comuna Castelu            |                                                                               |                                              |            |                                                    | Încărcați imagine | Raportați eroare |
| 60428.22.01                               | Necropola romană de la Constanța - "str. Jupiter" / ansamblu anonim (Categorie: descoperire funerară) (Tip: Necropolă)                                                              | municipiul Constanța                   | str. Jupiter                                                                  | sec. II -IV                                  |            |                                                    | Încărcați imagine | Raportați eroare |
| 60428.23.01                               | Situl arheologic din zona complexului comercial - "Bd. Tomis nr. 401" / ansamblu anonim (Categorie: locuire) (Tip: Locuire)                                                         | municipiul Constanța                   | Bd. Tomis nr. 401, punct Bd. Tomis nr. 401                                    | Hamangia                                     |            |                                                    | Încărcați imagine | Raportați eroare |
| 60428.23.02                               | Situl arheologic din zona complexului comercial - "Bd. Tomis nr. 401" / ansamblu anonim (Categorie: locuire) (Tip: Locuire)                                                         | municipiul Constanța                   | Bd. Tomis nr. 401, punct Bd. Tomis nr. 401                                    |                                              |            |                                                    | Încărcați imagine | Raportați eroare |
| 62075.03.01 (Cod LMI: CT-I-s-B-02599)     | Situl arheologic de la Canlia - "Dealul Dervent" / ansamblu Fortificația bizantină (Categorie: locuire civilă) (Tip: Fortificație)                                                  | sat Canlia, comuna Lipnița             | Dealul Dervent                                                                | sec. X-XI                                    |            |                                                    | Încărcați imagine | Raportați eroare |
| 62075.03.02 (Cod LMI: CT-I-s-B-02599)     | Situl arheologic de la Canlia - "Dealul Dervent" / ansamblu anonim (Categorie: locuire civilă) (Tip: Așezare)                                                                       | sat Canlia, comuna Lipnița             | Dealul Dervent                                                                |                                              |            |                                                    | Încărcați imagine | Raportați eroare |
| 62075.03.03 (Cod LMI: CT-I-s-B-02599)     | Situl arheologic de la Canlia - "Dealul Dervent" / ansamblu anonim (Categorie: locuire civilă) (Tip: Așezare)                                                                       | sat Canlia, comuna Lipnița             | Dealul Dervent                                                                |                                              |            |                                                    | Încărcați imagine | Raportați eroare |
| 62075.03.04 (Cod LMI: CT-I-s-B-02599)     | Situl arheologic de la Canlia - "Dealul Dervent" / ansamblu anonim (Categorie: locuire civilă) (Tip: Așezare)                                                                       | sat Canlia, comuna Lipnița             | Dealul Dervent                                                                |                                              |            |                                                    | Încărcați imagine | Raportați eroare |
| 62075.03.05 (Cod LMI: CT-I-s-B-02599)     | Situl arheologic de la Canlia - "Dealul Dervent" / ansamblu anonim (Categorie: locuire civilă) (Tip: Așezare)                                                                       | sat Canlia, comuna Lipnița             | Dealul Dervent                                                                |                                              |            |                                                    | Încărcați imagine | Raportați eroare |
| 60785.05.01 (Cod LMI: CT-I-m-A-02620.03)  | Tumulul de la Cernavodă / ansamblu anonim (Categorie: descoperire funerară) (Tip: Tumul)                                                                                            | oraș Cernavodă                         |                                                                               |                                              |            | 44°18′30″N 28°01′47″E / 44.30847°N 28.02973°E      | Încărcați imagine | Raportați eroare |
| 60428.24.01 (Cod LMI: CT-I-m-A-02553.04)  | Basilica creștină de la Tomis / ansamblu anonim (Categorie: construcție de cult) (Tip: Basilica)                                                                                    | municipiul Constanța                   |                                                                               | sec.V-VI                                     |            | 44°11′44″N 27°36′56″E / 44.19556°N 27.61555°E      | Încărcați imagine | Raportați eroare |
| 61470.02                                  | Tezaurul de la Casicea / ansamblu anonim (Categorie: neprecizată) | sat Casicea, comuna Amzacea            |                                                                               |                                              | 1953       |                                                    | Încărcați imagine | Raportați eroare |
| 60981.01.01                               | Așezarea romană de la Cotu Văii - Via lui Avram / ansamblu anonim (Categorie: așezare) (Tip: Așezare)                                                                               | sat Cotu Văii, comuna Albești          | Via lui Avram                                                                 |                                              |            |                                                    | Încărcați imagine | Raportați eroare |
| 60749.04.01                               | Așezarea Latene de la Costinești / ansamblu anonim (Categorie: locuire) (Tip: Așezare)                                                                                              | sat Costinești, comuna Costinești      |                                                                               |                                              | 1976       |                                                    | Încărcați imagine | Raportați eroare |
| 61229.02.01                               | Tumulul de la Chirnogeni / ansamblu anonim (Categorie: descoperire funerară) (Tip: Tumul)                                                                                           | sat Chirnogeni, comuna Chirnogeni      |                                                                               | sf. sec. IV-inc. sec. II                     | 1987       |                                                    | Încărcați imagine | Raportați eroare |
| 63063.11.01                               | Așezarea Latene de la Capidava / ansamblu anonim (Categorie: așezare) (Tip: Așezare)                                                                                                | sat Capidava, comuna Topalu            |                                                                               |                                              |            |                                                    | Încărcați imagine | Raportați eroare |
| 63063.11.01                               | Așezarea Latene de la Capidava / complex anonim (Categorie: așezare) (Tip: bordei)                                                                                                  | sat Capidava, comuna Topalu            |                                                                               |                                              |            |                                                    | Încărcați imagine | Raportați eroare |
| 61130.07.01                               | Situl arheologic latene de la Castelu / ansamblu anonim (Categorie: așezare) (Tip: Așezare)                                                                                         | sat Castelu, comuna Castelu            |                                                                               | sec. III-II-începutul sec. I a. Chr          | 1968       |                                                    | Încărcați imagine | Raportați eroare |
| 61130.07.02                               | Situl arheologic latene de la Castelu / ansamblu anonim (Categorie: așezare) (Tip: Mormânt)                                                                                         | sat Castelu, comuna Castelu            |                                                                               |                                              | 1968       |                                                    | Încărcați imagine | Raportați eroare |
| 61130.08.01                               | Așezarea medievală de la Castelu / ansamblu anonim (Categorie: așezare) (Tip: Așezare)                                                                                              | sat Castelu, comuna Castelu            |                                                                               | sec. IX-X e. n                               |            |                                                    | Încărcați imagine | Raportați eroare |
| 63018.03.01                               | Așezarea eneolitică de la Cheia - Siliște / ansamblu anonim (Categorie: locuire) (Tip: Așezare)                                                                                     | sat Cheia, comuna Grădina              | Siliște                                                                       | Gumelnița                                    | 1957       | 44°30′24″N 28°26′40″E / 44.50667°N 28.44444°E      | Încărcați imagine | Raportați eroare |
| 63018.03.02                               | Așezarea eneolitică de la Cheia - Siliște / ansamblu anonim (Categorie: locuire) (Tip: Așezare)                                                                                     | sat Cheia, comuna Grădina              | Siliște                                                                       |                                              | 1957       | 44°30′24″N 28°26′40″E / 44.50667°N 28.44444°E      | Încărcați imagine | Raportați eroare |
| 63018.03.03                               | Așezarea eneolitică de la Cheia - Siliște / ansamblu anonim (Categorie: locuire) (Tip: Locuire)                                                                                     | sat Cheia, comuna Grădina              | Siliște                                                                       |                                              | 1957       | 44°30′24″N 28°26′40″E / 44.50667°N 28.44444°E      | Încărcați imagine | Raportați eroare |
| 63018.03.04                               | Așezarea eneolitică de la Cheia - Siliște / ansamblu anonim (Categorie: locuire) (Tip: Locuire)                                                                                     | sat Cheia, comuna Grădina              | Siliște                                                                       |                                              | 1957       | 44°30′24″N 28°26′40″E / 44.50667°N 28.44444°E      | Încărcați imagine | Raportați eroare |
| 63018.05.01                               | Așezările din peștera de la Cheia - Peștera La Baba / ansamblu anonim (Categorie: așezare) (Tip: Așezare)                                                                           | sat Cheia, comuna Grădina              | Peștera La Baba                                                               | Gumelnița                                    |            | 44°30′03″N 28°25′28″E / 44.50083°N 28.42444°E      | Încărcați imagine | Raportați eroare |
| 63018.05.02                               | Așezările din peștera de la Cheia - Peștera La Baba / ansamblu anonim (Categorie: așezare) (Tip: Așezare)                                                                           | sat Cheia, comuna Grădina              | Peștera La Baba                                                               | Cernavodă I                                  |            | 44°30′03″N 28°25′28″E / 44.50083°N 28.42444°E      | Încărcați imagine | Raportați eroare |
| 63018.05.03                               | Așezările din peștera de la Cheia - Peștera La Baba / ansamblu anonim (Categorie: așezare) (Tip: Locuire)                                                                           | sat Cheia, comuna Grădina              | Peștera La Baba                                                               | Hamangia                                     |            | 44°30′03″N 28°25′28″E / 44.50083°N 28.42444°E      | Încărcați imagine | Raportați eroare |
| 63018.05.04                               | Așezările din peștera de la Cheia - Peștera La Baba / ansamblu anonim (Categorie: așezare) (Tip: Locuire)                                                                           | sat Cheia, comuna Grădina              | Peștera La Baba                                                               | Cucuteni - C                                 |            | 44°30′03″N 28°25′28″E / 44.50083°N 28.42444°E      | Încărcați imagine | Raportați eroare |
| 63018.05.05                               | Așezările din peștera de la Cheia - Peștera La Baba / ansamblu anonim (Categorie: așezare) (Tip: Locuire)                                                                           | sat Cheia, comuna Grădina              | Peștera La Baba                                                               |                                              |            | 44°30′03″N 28°25′28″E / 44.50083°N 28.42444°E      | Încărcați imagine | Raportați eroare |
| 63018.05.06                               | Așezările din peștera de la Cheia - Peștera La Baba / ansamblu anonim (Categorie: așezare) (Tip: Locuire)                                                                           | sat Cheia, comuna Grădina              | Peștera La Baba                                                               |                                              |            | 44°30′03″N 28°25′28″E / 44.50083°N 28.42444°E      | Încărcați imagine | Raportați eroare |
| 63018.05.07                               | Așezările din peștera de la Cheia - Peștera La Baba / ansamblu anonim (Categorie: așezare) (Tip: Locuire)                                                                           | sat Cheia, comuna Grădina              | Peștera La Baba                                                               |                                              |            | 44°30′03″N 28°25′28″E / 44.50083°N 28.42444°E      | Încărcați imagine | Raportați eroare |
| 63018.05.08                               | Așezările din peștera de la Cheia - Peștera La Baba / ansamblu anonim (Categorie: așezare) (Tip: Locuire)                                                                           | sat Cheia, comuna Grădina              | Peștera La Baba                                                               |                                              |            | 44°30′03″N 28°25′28″E / 44.50083°N 28.42444°E      | Încărcați imagine | Raportați eroare |
| 60428.28.01                               | Tumulul de epoca bronzului de la Constanța - cartierul Anadalchioi / ansamblu anonim (Categorie: descoperire funerară) (Tip: Tumul)                                                 | municipiul Constanța                   | cartierul Anadalchioi                                                         | Coslogeni                                    |            |                                                    | Încărcați imagine | Raportați eroare |
| 60428.25.01                               | Așezarea Latene de la Constanța / ansamblu anonim (Categorie: așezare) (Tip: Așezare)                                                                                               | municipiul Constanța                   |                                                                               |                                              | 1985       |                                                    | Încărcați imagine | Raportați eroare |
| 60785.06                                  | Așezarea medievală de la Cernavodă- Dealul Viforului / ansamblu anonim (Categorie: așezare)                                                                                         | oraș Cernavodă                         | Dealul Viforului                                                              |                                              |            | 44°18′05″N 28°01′14″E / 44.30139°N 28.02056°E      | Încărcați imagine | Raportați eroare |
| 60785.06.01                               | Așezarea medievală de la Cernavodă- Dealul Viforului / ansamblu anonim (Categorie: așezare) (Tip: Locuire)                                                                          | oraș Cernavodă                         | Dealul Viforului                                                              |                                              |            | 44°18′05″N 28°01′14″E / 44.30139°N 28.02056°E      | Încărcați imagine | Raportați eroare |
| 60785.07.01                               | Cariera de piatră de la Cernavodă / ansamblu anonim (Categorie: carieră/mine) (Tip: Carieră de piatră)                                                                              | oraș Cernavodă                         |                                                                               | sec. X                                       |            |                                                    | Încărcați imagine | Raportați eroare |
| 60785.08.01                               | Situl arheologic neolitic de la Cernavodă - Coada Zăvoiului / ansamblu anonim (Categorie: așezare) (Tip: Așezare)                                                                   | oraș Cernavodă                         | Coada Zăvoiului                                                               | Hamangia                                     |            |                                                    | Încărcați imagine | Raportați eroare |
| 60785.08.02                               | Situl arheologic neolitic de la Cernavodă - Coada Zăvoiului / ansamblu anonim (Categorie: așezare) (Tip: Necropolă)                                                                 | oraș Cernavodă                         | Coada Zăvoiului                                                               | Hamangia                                     |            |                                                    | Încărcați imagine | Raportați eroare |
| 60428.29.01                               | Descoperiri funerare la Constanța - cartier Medeea / ansamblu anonim (Categorie: descoperire funerară) (Tip: Mormânt)                                                               | municipiul Constanța                   | Medeea                                                                        |                                              |            |                                                    | Încărcați imagine | Raportați eroare |
| 61639.02.01                               | Descoperiri funerare la Cumpăna / ansamblu anonim (Categorie: descoperire funerară) (Tip: Mormânt)                                                                                  | sat Cumpăna, comuna Cumpăna            |                                                                               |                                              |            |                                                    | Încărcați imagine | Raportați eroare |
| 61461.01.01                               | Descoperiri funerare la Comana / ansamblu anonim (Categorie: descoperire funerară) (Tip: Mormânt)                                                                                   | sat Comana, comuna Comana              |                                                                               |                                              |            |                                                    | Încărcați imagine | Raportați eroare |
| 60428.26.01                               | Necropola romană de la Constanța - str. Cuza Vodă / ansamblu anonim (Categorie: descoperire funerară) (Tip: Mormânt de inhumație)                                                   | municipiul Constanța                   | str. Cuza Vodă                                                                | romană sec. III-IV e. n.                     |            |                                                    | Încărcați imagine | Raportați eroare |
| 60428.27.01                               | Complexul funerar de la Constanța / ansamblu anonim (Categorie: descoperire funerară) (Tip: Mormânt de inhumație)                                                                   | municipiul Constanța                   |                                                                               | romană sec. II-III e.n.                      |            |                                                    | Încărcați imagine | Raportați eroare |
| 60785.09.01                               | Castrul roman de la Cernavodă - Dealului Dermengiului / ansamblu anonim (Categorie: construcție defensivă) (Tip: Castru)                                                            | oraș Cernavodă                         | Dealului Dermengiului                                                         | romană                                       |            | 44°22′51″N 28°04′52″E / 44.3807°N 28.081°E         | Încărcați imagine | Raportați eroare |
| 60428.30.01                               | Situl arheologic de la Constanța- Str. Mihai Viteazu f.n. (sediu OCPI Constanța) / ansamblu anonim (Categorie: locuire) (Tip: Așezare)                                              | municipiul Constanța                   | Str. Mihai Viteazu f.n., punct Str. Mihai Viteazu f.n. (sediu OCPI Constanța) | sec. XIX                                     |            |                                                    | Încărcați imagine | Raportați eroare |
| 60428.30.02                               | Situl arheologic de la Constanța- Str. Mihai Viteazu f.n. (sediu OCPI Constanța) / ansamblu anonim (Categorie: locuire) (Tip: Așezare)                                              | municipiul Constanța                   | Str. Mihai Viteazu f.n., punct Str. Mihai Viteazu f.n. (sediu OCPI Constanța) | sec. IV-VII                                  |            |                                                    | Încărcați imagine | Raportați eroare |
| 60428.30.03                               | Situl arheologic de la Constanța- Str. Mihai Viteazu f.n. (sediu OCPI Constanța) / ansamblu anonim (Categorie: locuire) (Tip: Mormânt)                                              | municipiul Constanța                   | Str. Mihai Viteazu f.n., punct Str. Mihai Viteazu f.n. (sediu OCPI Constanța) | sec. X-XI                                    |            |                                                    | Încărcați imagine | Raportați eroare |
| 60428.30.04                               | Situl arheologic de la Constanța- Str. Mihai Viteazu f.n. (sediu OCPI Constanța) / ansamblu anonim (Categorie: locuire) (Tip: Așezare)                                              | municipiul Constanța                   | Str. Mihai Viteazu f.n., punct Str. Mihai Viteazu f.n. (sediu OCPI Constanța) | romană sec. II-III                           |            |                                                    | Încărcați imagine | Raportați eroare |
| 60428.30.05                               | Situl arheologic de la Constanța- Str. Mihai Viteazu f.n. (sediu OCPI Constanța) / ansamblu anonim (Categorie: locuire) (Tip: necropola)                                            | municipiul Constanța                   | Str. Mihai Viteazu f.n., punct Str. Mihai Viteazu f.n. (sediu OCPI Constanța) | sec.IV-I a.Ch                                |            |                                                    | Încărcați imagine | Raportați eroare |
| 63063.06.01                               | Situl arheologic de la Capidava - Sectorul VIII extra muros / ansamblu anonim (Categorie: locuire) (Tip: Așezare)                                                                   | sat Capidava, comuna Topalu            | Sectorul VIII extra muros                                                     |                                              |            |                                                    | Încărcați imagine | Raportați eroare |
| 61130.09.01                               | Situl arheologic de la Castelu- Traseu gazoduct / ansamblu anonim (Categorie: locuire) (Tip: Așezare)                                                                               | sat Castelu, comuna Castelu            | Traseu gazoduct                                                               |                                              |            |                                                    | Încărcați imagine | Raportați eroare |
| 61130.09.02                               | Situl arheologic de la Castelu- Traseu gazoduct / ansamblu anonim (Categorie: locuire) (Tip: Așezare)                                                                               | sat Castelu, comuna Castelu            | Traseu gazoduct                                                               | dacică                                       |            |                                                    | Încărcați imagine | Raportați eroare |
| 61130.09.03                               | Situl arheologic de la Castelu- Traseu gazoduct / ansamblu anonim (Categorie: locuire) (Tip: Așezare)                                                                               | sat Castelu, comuna Castelu            | Traseu gazoduct                                                               |                                              |            |                                                    | Încărcați imagine | Raportați eroare |
| 61130.09.04                               | Situl arheologic de la Castelu- Traseu gazoduct / ansamblu anonim (Categorie: locuire) (Tip: necropola)                                                                             | sat Castelu, comuna Castelu            | Traseu gazoduct                                                               |                                              |            |                                                    | Încărcați imagine | Raportați eroare |
| 61130.10.01                               | Situl arheologic de la Castelu- Traseu gazoduct / ansamblu anonim (Categorie: locuire) (Tip: Așezare)                                                                               | sat Castelu, comuna Castelu            | Traseu gazoduct                                                               | dacică                                       |            |                                                    | Încărcați imagine | Raportați eroare |
| 61130.10.02                               | Situl arheologic de la Castelu- Traseu gazoduct / ansamblu anonim (Categorie: locuire) (Tip: Așezare)                                                                               | sat Castelu, comuna Castelu            | Traseu gazoduct                                                               | sec. III                                     |            |                                                    | Încărcați imagine | Raportați eroare |
| 61336.01.01                               | Situl arheologic de la Conacu-Conacu 2 / ansamblu anonim (Categorie: locuire) (Tip: Locuire)                                                                                        | sat Conacu, comuna Cobadin             | Concau 2                                                                      | Gumelnița                                    |            | 43°59′11″N 28°09′20″E / 43.98639°N 28.15556°E      | Încărcați imagine | Raportați eroare |
| 61336.01.02                               | Situl arheologic de la Conacu-Conacu 2 / ansamblu anonim (Categorie: locuire) (Tip: așezare)                                                                                        | sat Conacu, comuna Cobadin             | Concau 2                                                                      |                                              |            | 43°59′11″N 28°09′20″E / 43.98639°N 28.15556°E      | Încărcați imagine | Raportați eroare |
| 61336.01.03                               | Situl arheologic de la Conacu-Conacu 2 / ansamblu anonim (Categorie: locuire) (Tip: așezare)                                                                                        | sat Conacu, comuna Cobadin             | Concau 2                                                                      |                                              |            | 43°59′11″N 28°09′20″E / 43.98639°N 28.15556°E      | Încărcați imagine | Raportați eroare |
| 61336.01.04                               | Situl arheologic de la Conacu-Conacu 2 / ansamblu anonim (Categorie: locuire) (Tip: Locuire)                                                                                        | sat Conacu, comuna Cobadin             | Concau 2                                                                      | gravettian                                   |            | 43°59′11″N 28°09′20″E / 43.98639°N 28.15556°E      | Încărcați imagine | Raportați eroare |
| 63018.04                                  | Locuirea în peșteră de la Cheia-Peștera X (Categorie: locuire) (Tip: locuire în peșteră)                                                                                            | sat Cheia, comuna Grădina              | Peștera X                                                                     |                                              |            |                                                    | Încărcați imagine | Raportați eroare |
| 63063.07.01                               | Termele romane și necropolele de la Capidava - sector X / ansamblu anonim (Categorie: construcție) (Tip: Terme)                                                                     | sat Capidava, comuna Topalu            | Sector X -Terme și Necropole                                                  |                                              |            |                                                    | Încărcați imagine | Raportați eroare |
| 63063.07.02                               | Termele romane și necropolele de la Capidava - sector X / ansamblu anonim (Categorie: construcție) (Tip: Necropolă tumulară)                                                        | sat Capidava, comuna Topalu            | Sector X -Terme și Necropole                                                  | Babadag - III                                |            |                                                    | Încărcați imagine | Raportați eroare |
| 63063.07.03                               | Termele romane și necropolele de la Capidava - sector X / ansamblu anonim (Categorie: construcție) (Tip: Necropolă tumulară)                                                        | sat Capidava, comuna Topalu            | Sector X -Terme și Necropole                                                  |                                              |            |                                                    | Încărcați imagine | Raportați eroare |
| 63063.07.04                               | Termele romane și necropolele de la Capidava - sector X / ansamblu anonim (Categorie: construcție) (Tip: Necropoă plană)                                                            | sat Capidava, comuna Topalu            | Sector X -Terme și Necropole                                                  |                                              |            |                                                    | Încărcați imagine | Raportați eroare |
| 63063.07.05                               | Termele romane și necropolele de la Capidava - sector X / ansamblu anonim (Categorie: construcție) (Tip: Necropoă plană)                                                            | sat Capidava, comuna Topalu            | Sector X -Terme și Necropole                                                  |                                              |            |                                                    | Încărcați imagine | Raportați eroare |
| 63063.07.06                               | Termele romane și necropolele de la Capidava - sector X / ansamblu anonim (Categorie: construcție) (Tip: Locuire)                                                                   | sat Capidava, comuna Topalu            | Sector X -Terme și Necropole                                                  | sec. I-II p. Chr.                            |            |                                                    | Încărcați imagine | Raportați eroare |
| 63063.07.07                               | Termele romane și necropolele de la Capidava - sector X / ansamblu anonim (Categorie: construcție) (Tip: Locuire)                                                                   | sat Capidava, comuna Topalu            | Sector X -Terme și Necropole                                                  | sec. III-IV                                  |            |                                                    | Încărcați imagine | Raportați eroare |
| 63063.10.01                               | Așezarea romană târzie de la Capidava - sectorul X extramuros / ansamblu anonim (Categorie: locuire) (Tip: Locuire)                                                                 | sat Capidava, comuna Topalu            | Sectorul X extramuros de la Capidava                                          | sec. IV                                      |            |                                                    | Încărcați imagine | Raportați eroare |
| 60785.10.01                               | Situl arheologic de la Cernavodă - Autostrada A2 (km 153+800 - 154 + 000) / ansamblu anonim (Categorie: locuire) (Tip: Așezare)                                                     | oraș Cernavodă                         | Autostrada A2 (km 153+800 - 154 + 000)                                        |                                              |            |                                                    | Încărcați imagine | Raportați eroare |
| 60785.10.02                               | Situl arheologic de la Cernavodă - Autostrada A2 (km 153+800 - 154 + 000) / ansamblu anonim (Categorie: locuire) (Tip: Așezare)                                                     | oraș Cernavodă                         | Autostrada A2 (km 153+800 - 154 + 000)                                        |                                              |            |                                                    | Încărcați imagine | Raportați eroare |
| 60785.11.01                               | Tumulul de la Cernavodă - Autostrada A2 (km 157+600 - 157 + 800) / ansamblu anonim (Categorie: mormânt tumular) (Tip: Tumul)                                                        | oraș Cernavodă                         | Autostrada A2 (km 157+600 - 157 + 800)                                        |                                              |            |                                                    | Încărcați imagine | Raportați eroare |
| 60785.12.01                               | Așezarea romană de la Cernavodă - Autostrada A2 (km 158+000 - 158+200) / ansamblu anonim (Categorie: locuire) (Tip: Așezare)                                                        | oraș Cernavodă                         | Autostrada A2 (km 158+000 - 158+200)                                          |                                              |            |                                                    | Încărcați imagine | Raportați eroare |
| 60785.13.01                               | Tumulul de la Cernavodă - Autostrada A2 (km 163+050 - 163+150) / ansamblu anonim (Categorie: mormant tumular) (Tip: Tumul)                                                          | oraș Cernavodă                         | Autostrada A2 (km 163+050 - 163+150)                                          |                                              |            |                                                    | Încărcați imagine | Raportați eroare |
| 60785.14.01                               | Tumulii de la Cernavodă - Autostrada A2 (km 167+600-167+700) / ansamblu anonim (Categorie: mormant tumular) (Tip: Tumuli)                                                           | oraș Cernavodă                         | Autostrada A2 (km 167+600-167+700)                                            |                                              |            |                                                    | Încărcați imagine | Raportați eroare |
| 60785.15.01                               | Tumulii de la Cernavodă - Autostrada A2 (km 168+650 - 168+800) / ansamblu anonim (Categorie: mormant tumular) (Tip: Tumuli)                                                         | oraș Cernavodă                         | Autostrada A2 (km 168+650 - 168+800)                                          |                                              |            |                                                    | Încărcați imagine | Raportați eroare |
| 60785.16.01                               | Tumulii de la Cernavodă - Autostrada A2 (km 168+800 - 169+800) / ansamblu anonim (Categorie: mormant tumular) (Tip: Tumuli)                                                         | oraș Cernavodă                         | Autostrada A2 (168+800 - 169+800)                                             |                                              |            |                                                    | Încărcați imagine | Raportați eroare |
| 60785.17.01                               | Tumulii de la Cernavodă - Autostrada A2 (km 170+100 - 170+900) / ansamblu anonim (Categorie: mormant tumular) (Tip: Tumuli)                                                         | oraș Cernavodă                         | Autostrada A2 (km 170+100 - 170+900)                                          |                                              |            |                                                    | Încărcați imagine | Raportați eroare |
| 61327.02.01                               | Castrul roman de la Cobadin / ansamblu anonim (Categorie: locuire militară) (Tip: Castru)                                                                                           | sat Cobadin, comuna Cobadin            |                                                                               |                                              | 2008       |                                                    | Încărcați imagine | Raportați eroare |
| 60428.31.01 (Cod LMI: CT-I-m-A-02553.11)  | Turn de apărare / ansamblu Turn de apărare (Categorie: locuire militară) (Tip: fortificație)                                                                                        | municipiul Constanța                   |                                                                               | sec. IV-VI                                   |            | 44°10′30″N 28°39′05″E / 44.17506°N 28.65152°E      | Încărcați imagine | Raportați eroare |
| 60428.32.01                               | Situl arheologic de la Constanța - Str. Brâncoveanu / ansamblu anonim (Categorie: locuire) (Tip: așezare)                                                                           | municipiul Constanța                   | Str. Brâncoveanu, nr. 1                                                       | sec. I-III                                   | 2006       |                                                    | Încărcați imagine | Raportați eroare |